# Platípodes
Els platípodes (Platypoda) formen un dels dos subordres de l'ordre Monotremata. L'altre subordre és Tachyglossa. Aparegueren durant el Cretaci, però l'únic representant vivent d'aquest grup és l'ornitorrinc.